# Scuticaria salesiana
Scuticaria salesiana  é uma espécie de orquídea epífita de crescimento cespitoso originária do Equador e Peru, onde habita florestas úmidas. Como todas as espécies deste gênero, não é planta de fácil cultivo, não sendo indicada para orquidófilos iniciantes.
Apresentas longas folhas roliças pendentes que brotam de pseudobulbos quase imperceptíveis; poucas flores comparativamente grandes vistosas e coloridas, com labelo contrastante. Pode ser diferenciada das outras espécies do gênero por apresentar Sépalas esverdeadas, pétalas bastante estreitas na base, inteiramente listadas de púrpura, e labelo de lobo intermediário muito amplo aproximadamente retangular, mas levemente arredondado.